# Synema bourgini
Synema bourgini là một loài nhện trong họ Thomisidae.
Loài này thuộc chi Synema. Synema bourgini được miêu tả năm 1942 bởi Millot.